# Atractus charitoae
Atractus charitoae — вид змій родини полозових (Colubridae). Ендемік Колумбії.

## Поширення і екологія
Atractus charitoae відомі з типової місцевості, розташованої в долині річки Тараіра в колумбійському департаменті Ваупес, на висоті 200 м над рівнем моря. Вони живуть у вологих рівнинних тропічних лісах.